# Бернардеш, Диогу
Дио́гу Берна́рдеш (порт. Diogo Bernardes; до реформы 1911 года могли встречаться варианты порт. Bernaldez, Bernárdez; около 1530—1596?/1605?) — португальский дипломат и поэт эпохи Возрождения, один из представителей поэтической школы Франсишку Са де Миранды и пасторальной поэзии португальской литературы конца XVI — начала XVII веков.

## Биография
Ни год, ни место рождения Диогу Бернардеша точно не известны. Некоторые биографы, включая Теофилу Брагу, полагали, что поэт родился в Понте де Лиме, по иным источникам — в Понте да Барке. Предполагается, что Бернардеш родился между 1530 и 1540 годами, а умер по данным одних биографов в 1596 году в Лиссабоне, но согласно другим исследованиям — в 1605 году. К. Михаэлис де Вашконселуш определяла жизненный путь Бернардеша 1520—1605 годами, а Ж. А. Сарайва и О. Лопеш — около 1530—1594/1595 годами. Сарайва и Лопеш считали, что певец Лимы родился в Понте да Барка, где он прожил долгое время, исполняя обязанности нотариуса. Брага отметил, что поэт должен был родиться до 1540 года, так как точно известно, что тогда появился на свет его младший брат Агоштинью да Круш (в миру — Агоштинью Пимента, в ордене капуцинов — брат Агоштинью да Круш, Frey Agostinho da Cruz; 1540—1619).
Достоверно неизвестно, где и какое образование получил поэт. Занимал различные посты при дворах португальских королей Себастьяна I и Филиппа I Португальского. Себастьян I отправил Бернардеша в качестве секретаря посольства к Филиппу II. Бернардеш находился в составе цвета португальской знати при Себастьяне во время фатальной битвы трёх королей при Алкасер-Кибире (1578), после которой долгое время находился в плену, пока его не выкупили. Филипп I, оказывавший покровительство португальцам, встретил Бернардеша с почестями и назначил ему пенсию.

## Творчество
Брага писал, что поэзия Бернардеша долгие годы недооценивалась, поскольку находилась в тени славы сочинений Камоэнса.
Сарайва и Лопеш отнесли творчество Бернардеша к маньеризму.
В то время, как своими поэтическими эмблемами Камоэнс избрал Тежу и Мондегу, а Са де Миранда — Нейву (Neiva), Диогу Бернардеш вошёл в историю португальской литературы как «поэт Лимы», воспевавший красоты родных мест Минью-Лимы.
Сарайва и Лопеш дали лаконичную характеристику поэзии Бернардеша: «Типичными темами поэта выступали божественная любовь, насыщенная петраркистскими парадоксами, саудаде, то есть тяготение к смутной ностальгии, когда поэт оставался наедине с лесной чащей провинции Минью, её скалистыми утёсами, где рождаются реки, течение вод которых напоминает как поток слёз, так и необратимую поступь времени. В последние годы пришло разочарование во всяких земных надеждах, а религиозный пыл принял примирительный тон, что уже не отличается оригинальностью».
Собратья по перу, особенно Антониу Феррейра и Са де Миранда, высказывались о творчестве Диогу Бернардеша с большой похвалой, но некоторые авторы обвиняли его в плагиате 5 эклог и поэмы Santa Ursula Камоэнса. Выяснение авторства поэзии эпохи Возрождения представляет определённую проблему. Камоэнсу приписывались многие сочинения им не созданные.
К. Михаэлис де Вашконселуш для антологии «100 лучших поэтических произведений португальского языка» из сочинений Бернардеша отобрала 5 стихотворений: эклогу «Силвия», элегию, поэтическое письмо своему родному брату Агоштинью да Круш и 2 других.

## Издания
Сочинения поэта расходились в рукописях. В первое печатное издание 1594 года вошли 57 сонетов, 11 элегий, эпиграммы, стансы, секстины, эклоги, ода, песни. Второй сборник включает 20 эклог и 33 поэтических письма (Cartas). Первое такое письмо было адресовано Са де Миранде. Третья антология содержит 133 сонета, секстины, песни, элегии, эпиграммы, другие жанры португальской поэзии. Данные публикации неоднократно переиздавались, но достоинства поэзии Бернардеша были оценены в XVII веке. Одна из них, так называемый Кансионейру Луиша Франку Корреи (O cancioneiro de Luís Franco Correia), представлена на сайте Национальной библиотеки Португалии, а её составление датируется периодом 1557—1589 годов. Последнее фундаментальное трёхтомное издание публиковалось в 1945—1946 годах.
Первое печатное издание 1594 года
- Bernardes D. Varias rimas ao Bom Jesus : e a Virgem gloriosa sua May [sic] e a sanctos particulares ; com outras mais de honesta & proueitosa lição... / por Dioguo Bernardez :  [порт.] / Diogo Bernardes. — 1.ª edição. — Lisboa : Simão Lopez, 1594. — ([4], 108 f.) 212 p.

Антологии следующих годов
- Bernardes D. O Lyma : de Diogo Bernardez em o qual se contem as suas eglogas & cartas :  [порт.] / Diogo Bernardes. — 1.ª edição. — Lisboa : Simão Lopez, 1596. — (163 f.) 326 p.
- Bernardes D. Rimas varias. Flores do Lima :  [порт.] / Diogo Bernardes / a custa de Esteuão Lopes, mercador de liuros. — 1.ª edição. — Lisboa : Manoel de Lyra, 1597. — ([7], 183 f.) 380 p.
- Bernardez D. Egloga Sylvia. Elegia. Carta Ao Padre Frey Agostinho // As cem melhores poesias (líricas) da lingua portuguesa : Escolhidas por Carolina Michaëlis de Vasconcelos :  [порт.] / Diogo Bernardes / Carolina Michaëlis de Vasconcellos. — Lisboa ● Rio de Janeiro ● Paris ● Berlin ● Bruxelles ● Lausanne ● London & Glasgow : Ferreira ● Da Silva e C. ● A. Perche ● Wilhelm Weicher ● Émile Groenveldt ● Edwin Frankfurter ● Gowans & Gray, Ltd, 1910. — P. 154—167. — xx + 236 p.